# Stanhopea confusa
Stanhopea confusa är en orkidéart som beskrevs av Günter Gerlach och Beeche. Stanhopea confusa ingår i släktet Stanhopea och familjen orkidéer. Inga underarter finns listade i Catalogue of Life.

## Bildgalleri

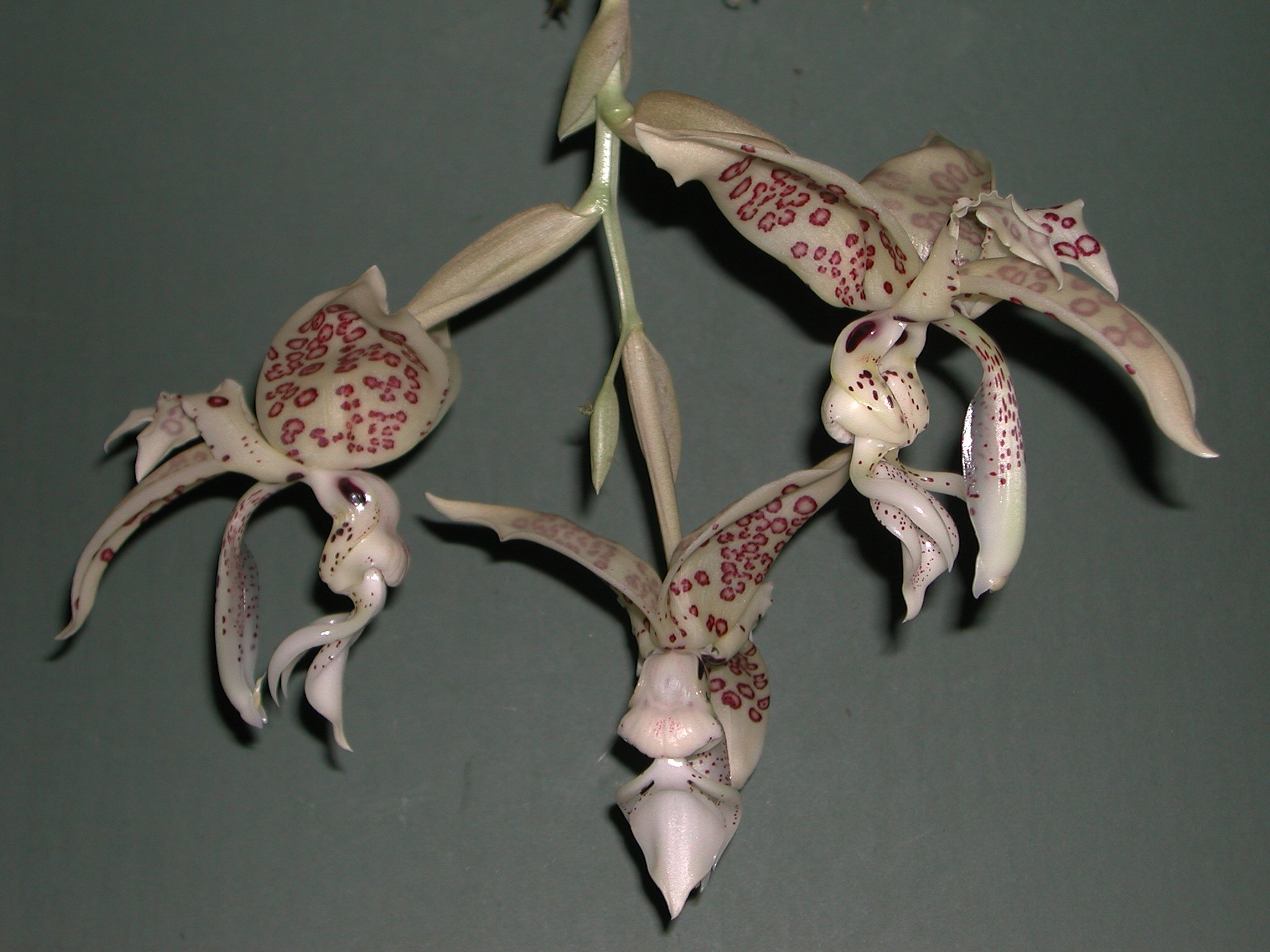
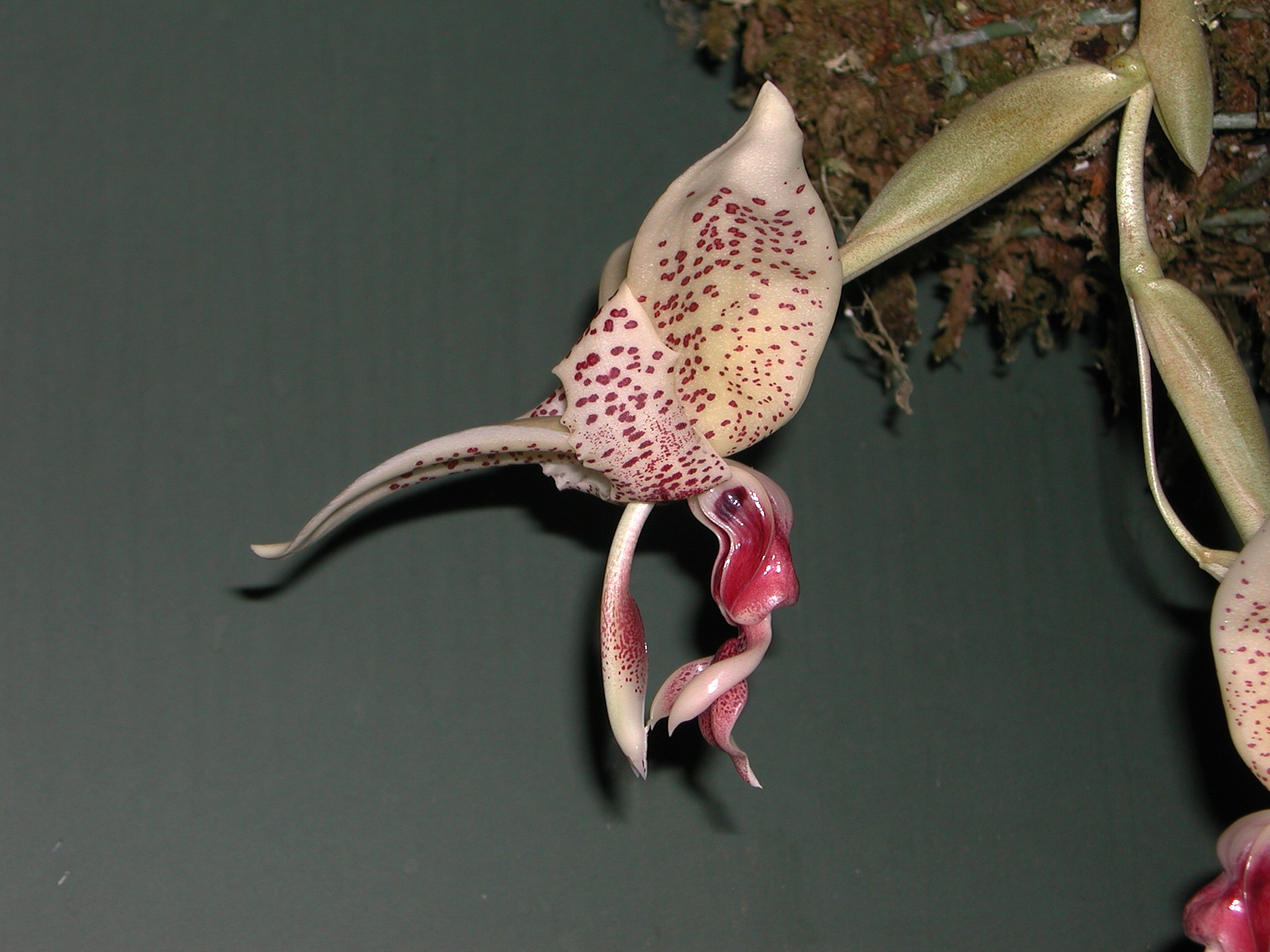
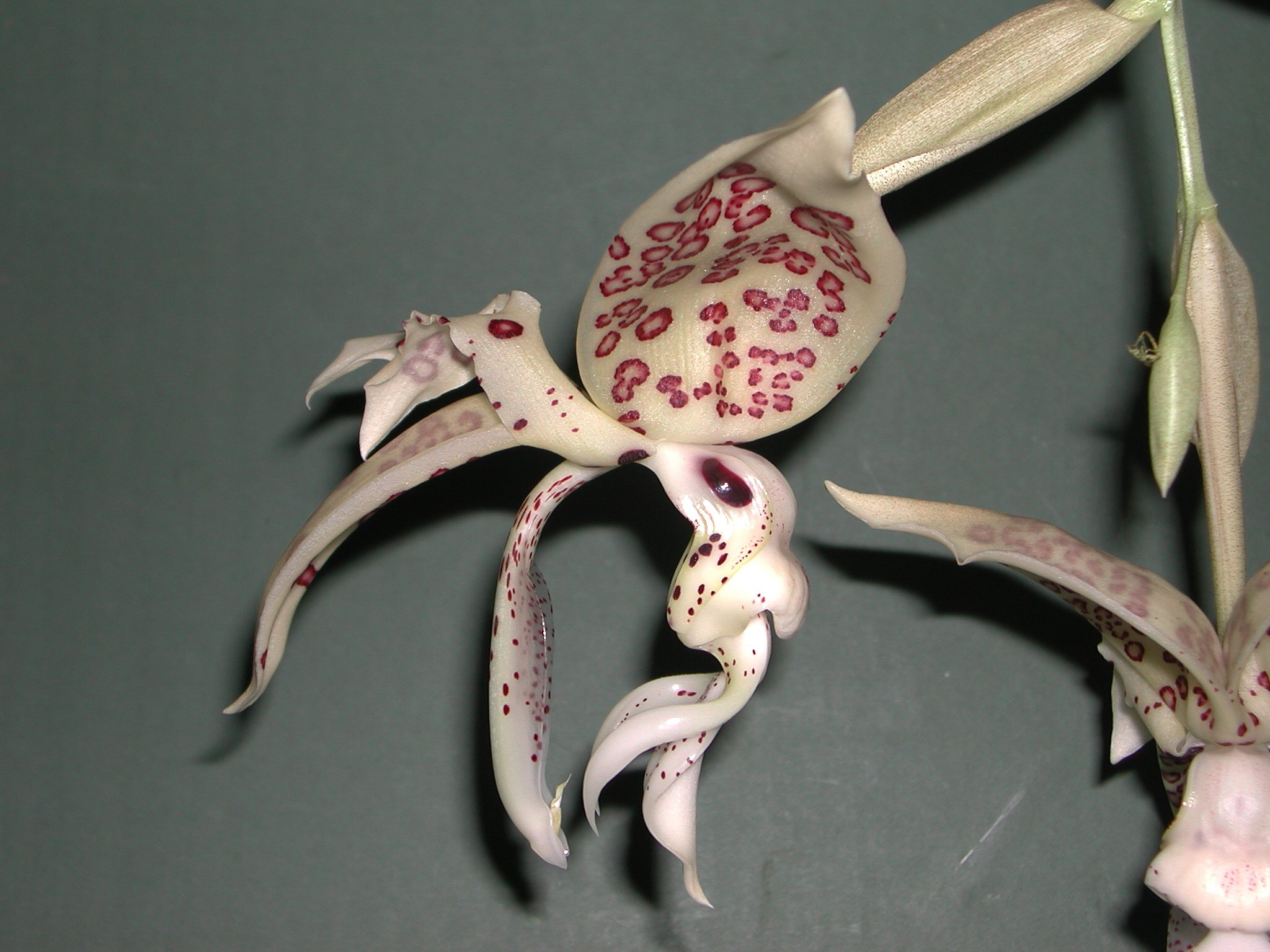
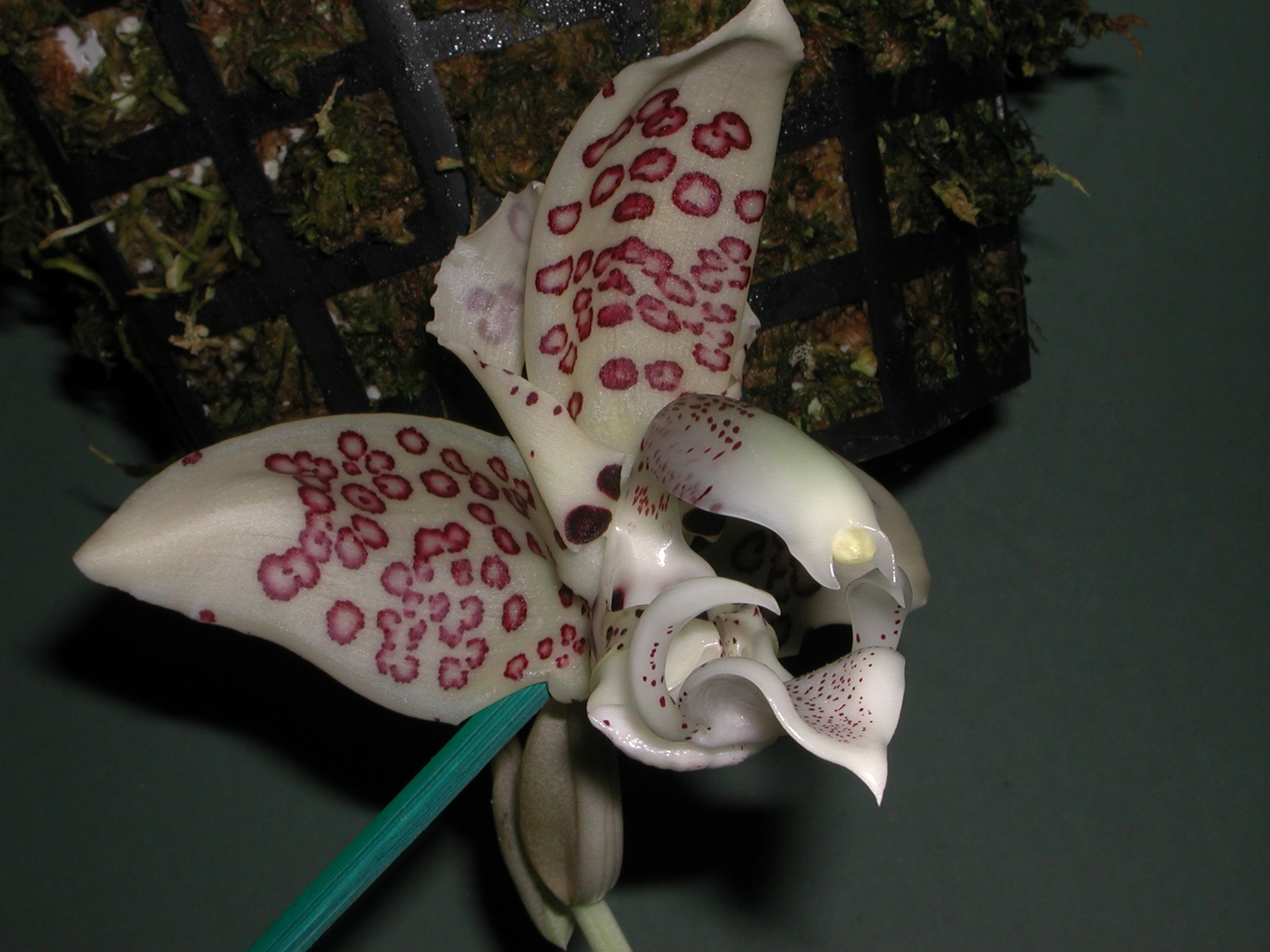